# Örvös szajkó

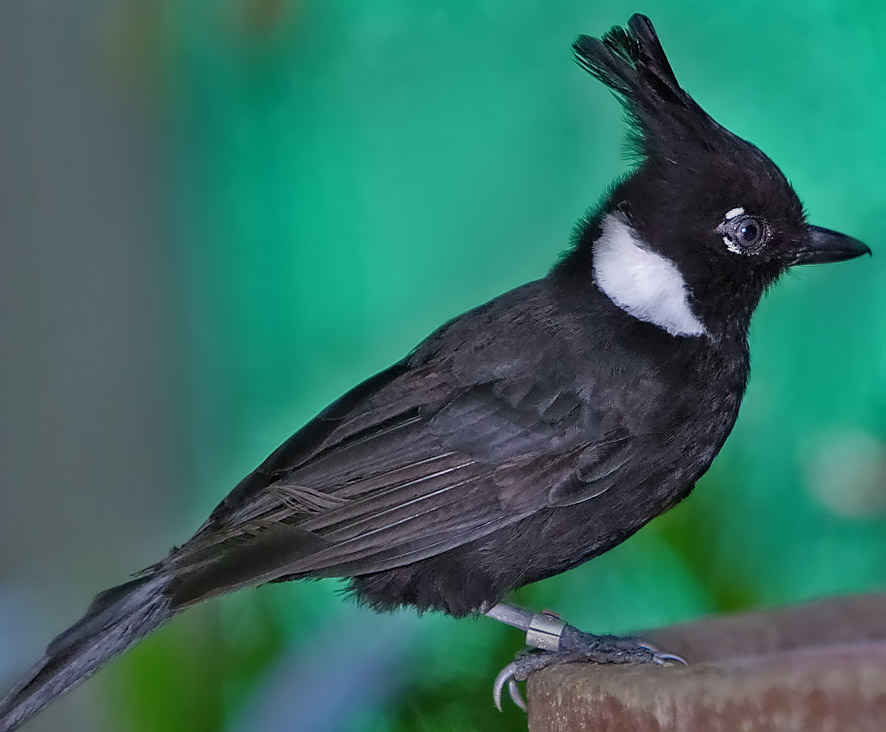

Az örvös szajkó (Platylophus galericulatus) a madarak osztályának verébalakúak (Passeriformes) rendjébe és a gébicsfélék (Laniidae) családjába tartozó Platylophus nem egyetlen faja.

## Rendszerezés
Besorolásuk vitatott, egyes rendszerezők a varjúfélék családjába (Corvidae) sorolják.

## Előfordulása
Az örvös szajkó síkvidéki és alacsony hegyvidéki trópusi esőerdőkben él Délkelet-Ázsiában, Thaiföld délnyugati részétől Jáva szigetéig és Borneóig.

## Alfajai
- Platylophus galericulatus galericulatus
- Platylophus galericulatus ardesiacus
- Platylophus galericulatus coronatus
- Platylophus galericulatus lemprieri

## Megjelenése
A 33 centiméter hosszú örvös szajkó fehér nyakfoltját kivéve sötét színű madár. Tollazatának színe a vöröses barnától egészen a feketéig terjed.
Jellegzetes bélyege a hosszú, felálló bóbitája, mely alapvetően két, zászlójával előre néző, meghosszabbodott tollból áll. Bóbitáját fel és le tudja ereszteni, melyet gyakran meg is tesz, ha ingerült.

## Életmódja
Párban vagy kis csapatban él. Igen lármás faj, harsányan kelepel, fütyül, miközben bóbitáját fel-le mozgatja.
Nagyobb rovarokkal – így svábbogarakkal, darazsakkal – táplálkozik. Táplálékát az erdő lombkoronaszintjében keresi. Az embertől és a nagyobb emlősöktől nem tart. A fészkelési időszakban különösen agresszívek, az egész csapat ráveti magát a betolakodóra és elkergetik azt, akár egy embert is elűznek fészkük közeléből.

## Szaporodása
Fészkét fákra gallyakból építi. Fészekalja 1-2 tojásból áll.

## Fordítás
- Ez a szócikk részben vagy egészben  a   Haubenhäher című német Wikipédia-szócikk ezen változatának fordításán alapul.  Az eredeti cikk szerkesztőit annak laptörténete sorolja fel. Ez a jelzés csupán a megfogalmazás eredetét és a szerzői jogokat jelzi, nem szolgál a cikkben szereplő információk forrásmegjelöléseként.

## Külső hivatkozások
- Képek az interneten a fajról
- Internet Bird Collection - videók a fajról
- Xeno-canto.org - a faj hangja